# Ryōichi Akamatsu
Ryōichi Akamatsu (japanisch 赤松 諒一 Akamatsu Ryōichi; * 2. Mai 1995 in der Gifu) ist ein japanischer Leichtathlet, der sich auf den Hochsprung spezialisiert hat und in dieser Disziplin 2023 und 2024 Hallenasienmeister wurde.

## Sportliche Laufbahn
Erste internationale Erfahrungen sammelte Ryōichi Akamatsu im Jahr 2022, als er mit übersprungenen 2,27 m beim Seiko Golden Grand Prix siegte und anschließend bei den Weltmeisterschaften in Eugene mit 2,21 m in der Qualifikationsrunde ausschied. Im Oktober siegte er mit 2,25 m beim Denka Athletics Challenge Cup. Im Jahr darauf siegte er mit 2,28 m bei den Hallenasienmeisterschaften in Astana und gewann mit 2,24 m beim Shizuoka International Athletics Meet. Daraufhin belegte er mit 2,23 m den fünften Platz bei den Asienmeisterschaften in Bangkok und belegte bei den Weltmeisterschaften in Budapest mit 2,25 m im Finale den achten Platz. Im Oktober gelangte er bei den Asienspielen in Hangzhou mit 2,19 m auf Rang sechs. 2024 verteidigte er bei den Hallenasienmeisterschaften in Teheran mit 2,19 m seinen Titel und kurz darauf wurde er bei den Hallenweltmeisterschaften in Glasgow mit 2,15 m Neunter. Im August gelangte er bei den Olympischen Sommerspielen in Paris mit neuer Bestleistung von 2,31 m im Finale auf den fünften Platz.
In den Jahren 2023 und 2024 wurde Akamatsu japanischer Meister im Freien und in der Halle.